# History
History, prije poznat kao The History Channel, je međunarodni televizijski kanal koji emitira program povijesne tematike, odnosno dokumentarni program koji analizira, objašnjava i odgovara na pitanja o važnim osobama i događajima kroz povijest. U tom programu učestvuju istaknuti povjesničari, pisci i arheolozi, a ponekad i svjedoci tih događaja iz bliže prošlosti.
History je počeo emitirati 1. siječnja 1995. godine, dio je grupacija A&E Television Networks, emitira skoro na svim kontinentima.
U Hrvatskoj se emitira putem MAXtv-a, Total TV-a, i u ostalim televizijskim platformama, i to pan-europska verzija i lokaliziran je na hrvatski jezik putem podnatpisa.
Postoji i History HD kanal u visokoj rezoluciji.

## Vanjske poveznice
- Službena stranica